# ファピアノ
ファピアノ（Fappiano、1977年 - 1990年9月3日）は、アメリカ合衆国のサラブレッドの競走馬、および種牡馬。種牡馬としてブリーダーズカップ優勝馬を2頭出すなど、ミスタープロスペクター系の拡大に貢献した。

## 経歴
ドクターフェイガーなどの調教師であったジョン・A・ネルードが、運営を管理するフロリダ州のタータンズファームで生産した馬である。母はドクターフェイガーを父に持つ4勝馬のキラロー、父は種牡馬として活動し始めて間もなかったミスタープロスペクターで、後に多数の名馬を輩出してリーディングサイアーに輝く少し前のことであった。
ファピアノはネルードの息子、ジャン・H・ネルードのもとで1979年にデビューした。2歳時は短距離を中心に出走し、重賞こそ出走しなかったが、モーヴェンステークスを含む4戦4勝の成績を挙げた。3歳の時には8月のジェロームハンデキャップで重賞に初挑戦して2着、後の11月にディスカヴァリーハンデキャップで重賞初勝利を挙げた。
1981年の4歳シーズン、ファピアノはメトロポリタンハンデキャップに優勝してG1競走初勝利を飾った。また、同年にはメトロポリタンハンデを含む3勝を挙げており、そのうちの1戦フォアゴーハンデキャップでは、同年のエクリプス賞最優秀スプリンターに選ばれたギルティコンサイエンスを破っている。
この年の暮れ、17戦10勝2着3回の戦績で競走生活を引退した。1株30万ドルのシンジケートを組まれ、種牡馬としてタータンズファームに戻った。

## 引退後
ファピアノは種牡馬入り後、競走馬時代を上回る大きな成績を挙げた。初年度の産駒からブリーダーズカップ・ジュヴェナイルを勝つタッソーを出し、同年は他にも3頭の重賞馬を出した。翌年度の産駒にもクリプトクリアランス（フロリダダービーなど）やタピアノ（メイトロンステークスなど）といったG1馬を2頭出している。
ファピアノの代表産駒といえる馬が、1987年に生まれたアンブライドルドである。同馬は1990年にケンタッキーダービーを勝ち、さらに同年のブリーダーズカップ・クラシックにも優勝、その年のエクリプス賞最優秀3歳牡馬に選ばれた。
1987年の夏頃、ネルードがタータンズファームから離脱したのと同時期に、ファピアノは競りにかけられてケンタッキー州のレーンズエンドファームへと移された。ケンタッキーにおいてもカナダの最優秀2歳牡馬コメットシャインなどを出しているが、フロリダ時代に比べてあまり目立った産駒は出さなかった。1990年、ファピアノは12歳の時に蹄葉炎を患い、治療の甲斐もなく9月3日に死亡した。

### 主な産駒
ファピアノ産駒の牡馬たちもまた種牡馬となり、なかには父と同等以上の種牡馬成績を挙げたものもいた。このため、ファピアノの父系はしばしば「ファピアノ系」と呼ばれ、元のミスタープロスペクター系からさらに細分化されたものとして見られることがある。
| 生年 | 英語表記        | 日本語表記             | 性 | 毛色   | 戦績                                                       | 繁殖成績                                                                                         |
| ---- | --------------- | ---------------------- | -- | ------ | ---------------------------------------------------------- | ------------------------------------------------------------------------------------------------ |
| 1983 | Tasso           | タッソー               | 牡 | 鹿毛   | ブリーダーズカップ・ジュヴェナイルなど。                   | Torrismondo（グランクリテリウム）など。                                                          |
| 1984 | Cryptoclearance | クリプトクリアランス   | 牡 | 黒鹿毛 | フロリダダービー、ドンハンデキャップなど。                 | Volponi（ブリーダーズカップ・クラシック）、Victory Gallop（ベルモントステークス）など。          |
| 1984 | Tappiano        | タピアノ               | 牝 | 鹿毛   | メイトロンステークス、スピナウェイステークスなど。         | -                                                                                                |
| 1985 | Aptostar        | アプトスター           | 牝 | 鹿毛   | エイコーンステークスなど。                                 | -                                                                                                |
| 1986 | Quiet American  | クワイエットアメリカン | 牡 | 鹿毛   | NYRAマイルハンデキャップ、サンディエゴハンデキャップ。     | Real Quiet（ケンタッキーダービー）など。                                                         |
| 1986 | Some Romance    | サムロマンス           | 牝 | 鹿毛   | フリゼットステークス、メイトロンステークスなど。           | -                                                                                                |
| 1987 | Unbridled       | アンブライドルド       | 牡 | 鹿毛   | ケンタッキーダービー、ブリーダーズカップ・クラシックなど。 | Grindstone（ケンタッキーダービー）、Unbridled's Song（ブリーダーズカップ・ジュヴェナイル）など。 |
| 1987 | Rubiano         | ルビアーノ             | 牡 | 芦毛   | NYRAマイルハンデキャップ、カーターハンデキャップなど。     | Burning Roma（フューチュリティステークス）など。                                                 |
| 1987 | Grand Canyon    | グランドキャニオン     | 牡 | 鹿毛   | ハリウッドフューチュリティなど。                           | -                                                                                                |
| 1987 | Difensive Play  | ディフェンシブプレイ   | 牡 | 鹿毛   | マンノウォーステークスなど。                               | -                                                                                                |
| 1988 | Cahill Road     | キャイルロード         | 牡 | 鹿毛   | ウッドメモリアルステークス                                 | -                                                                                                |
| 1988 | Serape          | セレープ               | 牝 | 鹿毛   | バレリーナステークスなど。                                 | -                                                                                                |
| 1989 | （日本調教馬）  | エーピージェット       | 牡 | 鹿毛   | 京成杯                                                     | ニューヨーク州リーディングサイアー                                                               |
| 1991 | Comet Shine     | コメットシャイン       | 牡 | 鹿毛   | カップアンドソーサーステークス                             | -                                                                                                |

### 母の父としての代表産駒
- A. P. Adventure（ラスヴァージネスステークス）
- Northern Meteor（アスコットヴェイルステークス）
- Capote Belle（テストステークス）
- Albert the Great（ジョッキークラブゴールドカップステークス）
- Storm Song（フリゼットステークス、ブリーダーズカップ・ジュヴェナイルフィリーズ）
- エイシンツルギザン（ニュージーランドトロフィー）
- アラタマインディ（小倉記念）
- アルーリングアクト（小倉3歳ステークス）
- キャニオンロマン（羽田盃、黒潮盃、京浜盃、フロンティアスプリント盃）

## 評価

### 主な勝鞍
1979年（2歳） 4戦4勝
モーヴェンハンデキャップ
1980年（3歳） 7戦3勝
ディスカヴァリーハンデキャップ (G3)
2着 - ジェロームハンデキャップ (G2) 、パターソンハンデキャップ (G2)
1981年（4歳） 6戦3勝
メトロポリタンハンデキャップ (G1) 、フォアゴーハンデキャップ

## 血統表
| ファピアノの血統（ミスタープロスペクター系 / Bull Dog 5x5=6.25%） | ファピアノの血統（ミスタープロスペクター系 / Bull Dog 5x5=6.25%） | ファピアノの血統（ミスタープロスペクター系 / Bull Dog 5x5=6.25%） | （血統表の出典）   | （血統表の出典） |
| 父 Mr. Prospector 1970 鹿毛 アメリカ                              | 父の父Raise a Native 1961 栗毛 アメリカ                           | Native Dancer                                                     | Polynesian         | Polynesian       |
| 父 Mr. Prospector 1970 鹿毛 アメリカ                              | 父の父Raise a Native 1961 栗毛 アメリカ                           | Native Dancer                                                     | Geisha             |                  |
| 父 Mr. Prospector 1970 鹿毛 アメリカ                              | 父の父Raise a Native 1961 栗毛 アメリカ                           | Raise You                                                         | Case Ace           | Case Ace         |
| 父 Mr. Prospector 1970 鹿毛 アメリカ                              | 父の父Raise a Native 1961 栗毛 アメリカ                           | Raise You                                                         | Lady Glory         |                  |
| 父 Mr. Prospector 1970 鹿毛 アメリカ                              | 父の母Gold Digger 1962 鹿毛 アメリカ                              | Nashua                                                            | Nasrullah          | Nasrullah        |
| 父 Mr. Prospector 1970 鹿毛 アメリカ                              | 父の母Gold Digger 1962 鹿毛 アメリカ                              | Nashua                                                            | Segula             |                  |
| 父 Mr. Prospector 1970 鹿毛 アメリカ                              | 父の母Gold Digger 1962 鹿毛 アメリカ                              | Sequence                                                          | Count Fleet        | Count Fleet      |
| 父 Mr. Prospector 1970 鹿毛 アメリカ                              | 父の母Gold Digger 1962 鹿毛 アメリカ                              | Sequence                                                          | Miss Dogwood       |                  |
| 母 Killaloe 1970 鹿毛 アメリカ                                    | 母の父Dr. Fager 1964 鹿毛 アメリカ                                | Rough'n Tumble                                                    | Free for All       | Free for All     |
| 母 Killaloe 1970 鹿毛 アメリカ                                    | 母の父Dr. Fager 1964 鹿毛 アメリカ                                | Rough'n Tumble                                                    | Roused             |                  |
| 母 Killaloe 1970 鹿毛 アメリカ                                    | 母の父Dr. Fager 1964 鹿毛 アメリカ                                | Aspidistra                                                        | Better Self        | Better Self      |
| 母 Killaloe 1970 鹿毛 アメリカ                                    | 母の父Dr. Fager 1964 鹿毛 アメリカ                                | Aspidistra                                                        | Tilly Rose         |                  |
| 母 Killaloe 1970 鹿毛 アメリカ                                    | 母の母Grand Splendor 1962 鹿毛 アメリカ                           | Correlation                                                       | Free America       | Free America     |
| 母 Killaloe 1970 鹿毛 アメリカ                                    | 母の母Grand Splendor 1962 鹿毛 アメリカ                           | Correlation                                                       | Braydore           |                  |
| 母 Killaloe 1970 鹿毛 アメリカ                                    | 母の母Grand Splendor 1962 鹿毛 アメリカ                           | Cequillo                                                          | Princequillo       | Princequillo     |
| 母 Killaloe 1970 鹿毛 アメリカ                                    | 母の母Grand Splendor 1962 鹿毛 アメリカ                           | Cequillo                                                          | Boldness F-No.16-a |                  |

- 母Killaloeは10頭の産駒を産んでおり、そのうちの競走馬デビューした9頭すべてが勝ち上がりを決めていた。
- 半弟Torrentialはジャンプラ賞の勝ち馬、半弟ロイヤルトルーンは本邦輸入種牡馬。
- 母の半妹Gonfalonの仔にオジジアン、孫にHonour and Gloryがいる。
- 7代母はPlucky Liegeであり、6代母Marguerite de Valois (父Teddy)はともに米リーディングサイアーの
Sir Gallahad III及びBull Dogの全姉であり、仏リーディングサイアーのAdmiral Drake及び英リーディングサイアーのBois Rousselの半姉である。